# San Pedro (Laguna)
Pour les articles homonymes, voir San Pedro.
San Pedro est une localité de la province de Laguna, aux Philippines. En 2015, elle compte 325 809 habitants.